# Équipe de Tunisie de football en 1964
L'équipe de Tunisie de football n'est pas particulièrement brillante en 1964. Elle ne réussit pas à se qualifier aux Jeux olympiques de 1964 et entame mal les éliminatoires des Jeux africains de 1965.

## Matchs

### Rencontres internationales
| Date              | Stade             | Adversaire           | Score                                     | Comp                | Buteurs tunisiens            |
| 8 mars 1964       | Tunis, Tunisie    | Bénin (Dahomey)      | 1-1                                       | QJO                 | Jedidi 37e                   |
| 18 avril 1964     | Casablanca, Maroc | Bénin (Dahomey)      | 1-1 (Tunisie qualifiée au tirage au sort) | QJO (match d'appui) | Jedidi 70e                   |
| 17 mai 1964       | Tunis, Tunisie    | Éthiopie             | 3-2                                       | A                   | Jedidi 13e, Ben Amor 67e 77e |
| 31 mai 1964       | Accra, Ghana      | Ghana                | 0-2                                       | QJO                 |                              |
| 7 juin 1964       | Tunis, Tunisie    | Turquie              | 1-1                                       | A                   | Ben Othman 26e               |
| 21 juin 1964      | Tunis, Tunisie    | Ghana                | 2-1                                       | QJO                 | Jedidi 12e, Ben Othman 87e   |
| 14 octobre 1964   | Tunis, Tunisie    | Roumanie (olympique) | 1-0                                       | A                   | Habacha 65e                  |
| 1er novembre 1964 | Ankara, Turquie   | Turquie              | 1-4                                       | A                   | Habacha 31e                  |
| 27 décembre 1964  | Alger, Algérie    | Algérie              | 0-1                                       | QJAf                |                              |

### Matchs de préparation
| Date             | Stade          | Adversaire                  | Score | Comp | Buteurs tunisiens |
| 13 avril 1964    | Tunis, Tunisie | Toulouse FC ( France)       | 0-0   | A    |                   |
| 17 décembre 1964 | Tunis, Tunisie | First Vienna FC ( Autriche) | 1-0   | A    | Chérif            |

## Sources
- Mahmoud Ellafi [sous la dir. de], « Les matchs internationaux tunisiens », Almanach du sport. 1956-1973, éd. Le Sport, Tunis, 1974, p. 211-238
- Mohamed Kilani, « Équipe de Tunisie : les rencontres internationales », Guide-Foot 2010-2011, éd. Imprimerie des Champs-Élysées, Tunis, 2010
- Béchir et Abdessattar Latrech, 40 ans de foot en Tunisie, vol. 1, chapitres VII-IX, éd. Société graphique d'édition et de presse, Tunis, 1995, p. 99-176